# Операција Паук
Операција Паук је била заједничка операција Републике Српске и Републике Српске Крајине да поново успоставе Аутономну Покрајину Западну Босну, која је била савезник Срба. АРБиХ је претходно поразила аутономашке снаге и загосподарила територијом. Операција је окончана српском побједом и Аутономна Покрајина Западна Босна је опстала све до пада Републике Српске Крајине и краја рата у Босни и Херцеговини.

## Позадина
Фикрет Абдић је прије рата био директор велике компаније Агрокомерц из Велике Кладуше. Средином осамдесетих је ухапшен и осуђен због издавања меница без покрића. То међутим није смањило његов утицај, јер је већ 1990. изабран са највећим бројем гласова за члана Предсједништва Босне и Херцеговине. Када се у љето 1992. разбуктао рат у Босни и Херцеговини, Абдић се вратио у Велику Кладушу.
Велика Кладуша се налазила у бихаћком џепу између Републике Српске и Републике Српске Крајине који је бранио Пети корпус Армије Републике Босне и Херцеговине под командом Атифа Дудаковића. У бихаћком џепу је постојала велика несташица основних потрепштина. У 1993. години, у рату у БиХ, све три сукобљене стране су међусобно ратовале и склапале локалне савезе. Абдић је одлучио да се приклони Србима и Хрватима, за које је сматрао да побјеђују у рату. Са друге стране, Слободан Милошевић и Фрањо Туђман су имали политичку корист од Абдићевог аутономаштва као аргумент да ни Муслимани нису за целовиту Босну и Херцеговину. Хрватска је дозволила Абдићу да послује у Хрватској и купује нафту, а Србија је за дио те нафте снабдијевала Западну Босну храном и оружјем. Пети корпус Армије РБиХ су такође снабдевали Срби шверцовањем хране, оружја и муниције. Целокупан надзор над прометом роба имала је Државна безбедност Србије преко Српске добровољачке гарде.
У октобру 1993. Абдић је прогласио Аутономну Покрајину Западну Босну, одметнуо се од власти у Сарајеву, основао Народну одбрану Аутономне Покрајине Западне Босне и склопио сепаратни мир са Републиком Српском. Дудаковић је остао лојалан Алији Изетбеговићу, па се до тада јединствена муслиманска војска у бихаћком џепу подијелила на два дијела. Дудаковићев Пети корпус се сад устријемио на Абдића. Послије три мјесеца борби највећи део бихаћког џепа је сада био под контролом војске лојалне влади у Сарајеву. Примирје између двије муслиманске стране је потписано у јануару 1994, али су борбе настављене у фебруару када је Војска Републике Српске напала Пети корпус да би спријечила пад Велике Кладуше.
Борбе у Цазинској крајини су трајале цијело прољеће и љето 1994. Почетком јуна, влада у Сарајеву је покренула операцију Тигар 94, нови напад на Абдићеве снаге и до августа те снаге, којима су помагале Војска Републике Српске и Српска војска Крајине, су биле поражене и повукле се у Републику Српску Крајину, док је Абдић отишао у Загреб. Абдић се обратио за помоћ Слободану Милошевићу да му помогне да поврати Велику Кладушу. На основу њиховог договора формирана је оперативна група „Паук”. Припаднике Абдићеве војске у Слуњу су обучавали инструктори Државне безбедности Србије. У командном кадру операције Паук били су генерал СВК Миле Новаковић којег је касније требало да замени начелник ГШ ВРС Манојло Миловановић. Целом операцијом су руководили шеф СДБ Јовица Станишић и његов заменик Франко Симатовић. Њима подређени заповједници тактичких група били су Абдић, Милорад Улемек и Радојица Божовић, пуковник Државне безбедности Србије. Команда операције је била стационирана на Петровој гори.
Након пораза Абдићевих аутономаша, Дудаковићев Пети корпус Армије РБиХ је покренуо велики напад изван енклаве. Начелник Генералштаба Војске Републике Српске, генерал Манојло Миловановић је затражио од Уједињених нација да интервенишу и да се ситуација врати на стање од дана 23. октобра. Радован Караџић је прогласио ратно стање у зони деловања Другог крајишког корпуса и наредио мобилизацију становништва тог подручја. Пети корпус је опколио Босанску Крупу и заузео око 250 km². До краја октобра 1994. успио је да одбаци Војску Републике Српске из великих дијелова западне Босанске Крајине.

## Ток битке
Док је у јужном делу „Бихаћког џепа“ српска контраофанзива у победничком замаху (Операција Штит 94), на северу мирује припрема за повратак АП Западне Босне. Са српским „црвеним береткама“ 10. новембра поново су формиране три бригаде народне одбране: 1. великокладушка, 2. цазинска и 3. врнограчка бригада, са укупним бројем од око 5.000 људи. Бригаде су заузеле положаје дуж границе Српске Крајине и БиХ на подручју Велике Кладуше. Да би операција била што успешнија, створена је Тактичка група „Паук”. У акцији су учествовали Јовица Станишић и "Френки" Симатовић, службеници Државне безбедности и специјалних јединица из Београда. СВК је ангажовао и борце из три корпуса, који су укупно са НОЗБ нарасли на 6.500 војника, подељених у Тактичке групе (ТГ-5, ТГ-6 и ТГ-7). На сектору северно од Велике Кладуше организована је и проширена Тактичка група (ТГ-8 Кордунашког корпуса и ТГ-9 Банијског корпуса) која је бројала 2.100 бораца у саставу групе "Паук" за артиљеријску подршку. Тежиште напада био је Цазин. У случају продора српско-аутономашких снага према Цазину, Бихаћ би био потпуно опкољен, тада би се Дудаковићу могла понудити капитулација. Након пораза 5. корпуса АРБиХ, цијели „Бихаћки џеп“ би био предат Фикрету Абдићу и Народној одбрани под њихову контролу. У том случају Српска Крајина и Република Српска не би морале да брину о позадинском фронту, а значајан део снага био би ослобођен за учешће на другим секторима фронта.
Операција ослобађања Велике Кладуше почела је 16. новембра 1994. године. План је био да се непријатељ натјера да добровољно напусти град, како би се избјегле уличне борбе и велики губици. Да би то урадиле, српско-аутономашке снаге почеле су да заобилазе В. Кладушу са севера и југа. Борбе су се водиле на подручју Босанске Бојне и Врнограча, између ТГ-9 и 506. и 505. бригаде АРБиХ. Почела је жестока битка са јединицама 506. брдске бригаде на висовима око града. Јак притисак по боковима и напредовање 2 км северно од Кладуше: Поникве − Пољане. Јужно од града, део ТГ-8 постиже успех, потискујући ванземаљце борце 3 км код Шмрековца. Наредних седам дана трајале су тешке борбе око Кладуше. Српско-аутономашке снаге полако напредују, ослањајући се на артиљеријску подршку. 506. бригада добија појачање из 503., 505. и 517. бригаде. Јединице Народне одбране су 19. новембра заузеле брдо Кесеровић Брдо (235 м). Која доминира јужним делом града и пресеца пут ка југу. Непријатељ је потиснут на сектору код Елезовића. До 21. новембра заузето је још 5 км и излази на пут В. Кладуша - Цазин. Крајем новембра 5. корпус се нашао у хаотичном стању. Путеви Врнограч − Цазин су пресјечени и причињени су велики губици. У децембру је наступило кратко затишје пред одлучујућу битку за повратак Аутономије. У међувремену, током све успешнијег српског напредовања на југу енклаве, чули су се љутити гласови из „међународне заједнице“, која је ситуацију посматрала потпуно равнодушно током напретка АРБиХ у октобру. Сада су се, међутим, УН присјетиле да је Бихаћ "заштићена зона" и поново укључиле сирене упозорења и пријетњи Србима. Током прве недеље децембра настављено је српско-самостално напредовање. Команда народне одбране је 4. децембра саопштила да је преузела контролу над Дрмљевом на граници са Хрватском, северозападно од Кладуше, као и важним брдом Плазикур у североисточном предграђу града. Дудаковићу је било јасно да су му дани у Великој Кладуши одбројани и да се убрзано повлачење из града наставило. Током 14-15. децембра, српско-аутономашке снаге побеђују снаге 5. корпуса код Плазикура на јужној периферији града. Дудаковић наређује повлачење својих јединица и напуштање Велике Кладуше. Линија фронта је помјерена још 5 км југоисточно од града, на магистрални пут Кладуша − Цазин. Снаге народне одбране су 17. децембра ослободиле свој град.

## Операција Штит 94
Противнапад Војске Републике Српске почео је 4. новембра, када је заузет Кулен Вакуф, а 6. новембра село Ћукови 14 км северно. Оно је служило као важна стратешка тачка, одакле је ВРС имала артиљеријску подршку Српске војске Крајине. 9. новембра је ликвидиран мостобран Армије РБиХ на јужној обали Уне, североисточно од Босанске Крупе, а такође је заузета важна раскрсница на путу Крупа − Бихаћ. У исто време су се у операцију укључиле јединице крајишких Срба које су блокирале муслиманске резерве око Бихаћа.
Ускоро је заповедник операције Штит 94 генерал Миловановић зауставио напредовање и предложио Петом корпусу Армије РБиХ да капитулира, али је Дудаковић одбио. До 20. новембра Срби су вратили све територије изгубљене у октобру и Миловановић је прогласио победу. Тиме је окончана прва фаза операције Штит 94.